# Soborsin

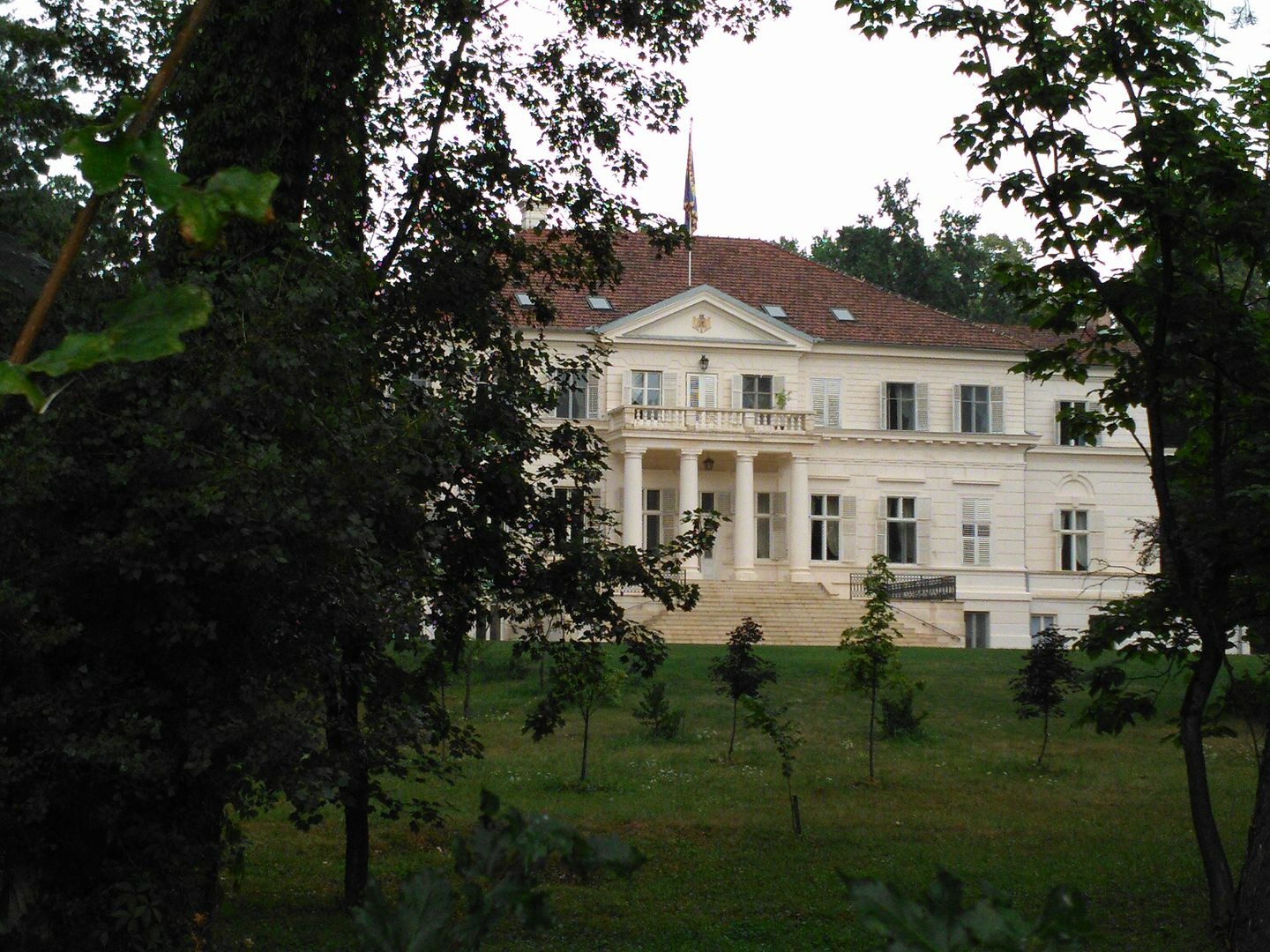

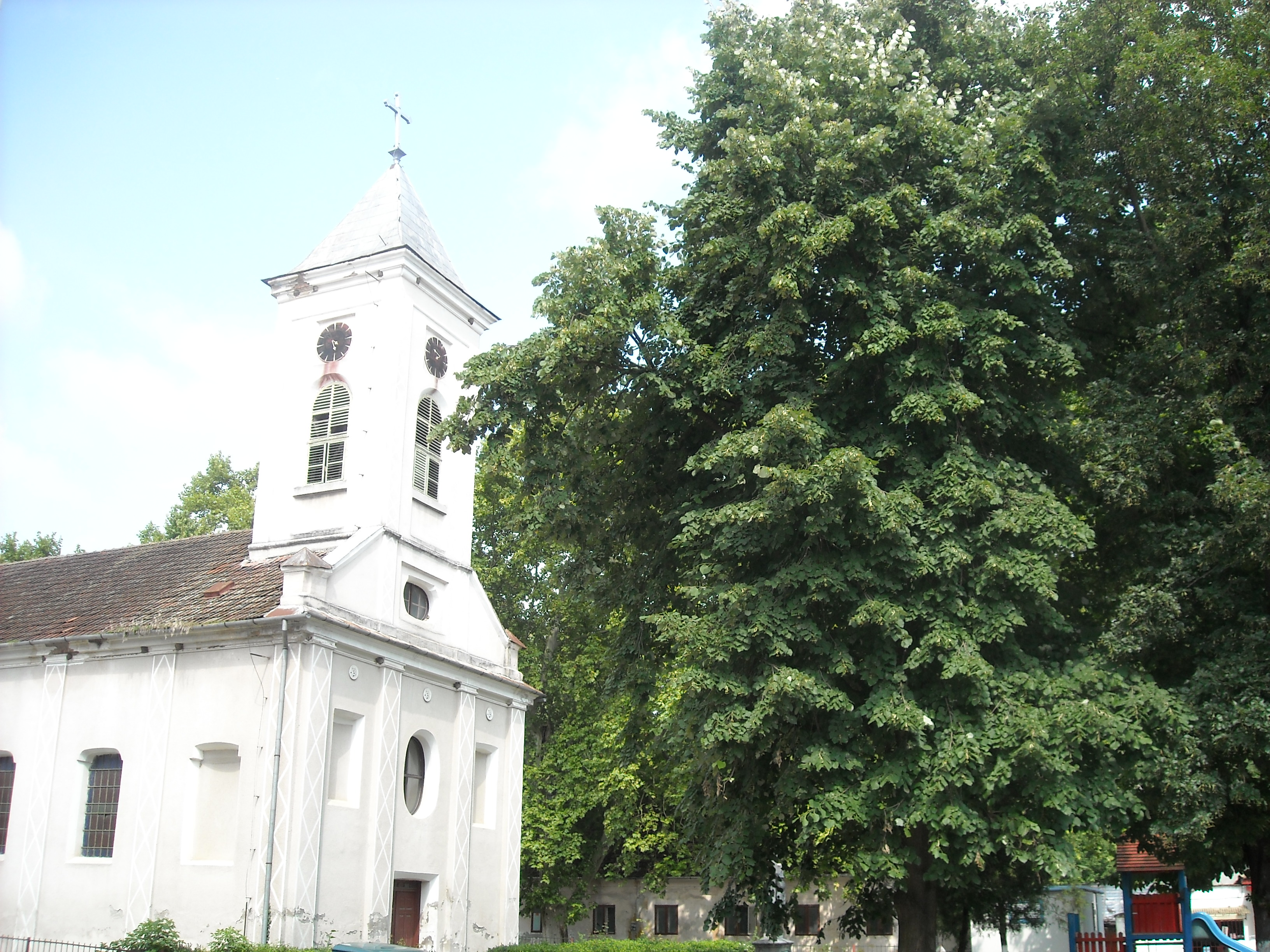
Római katolikus templom

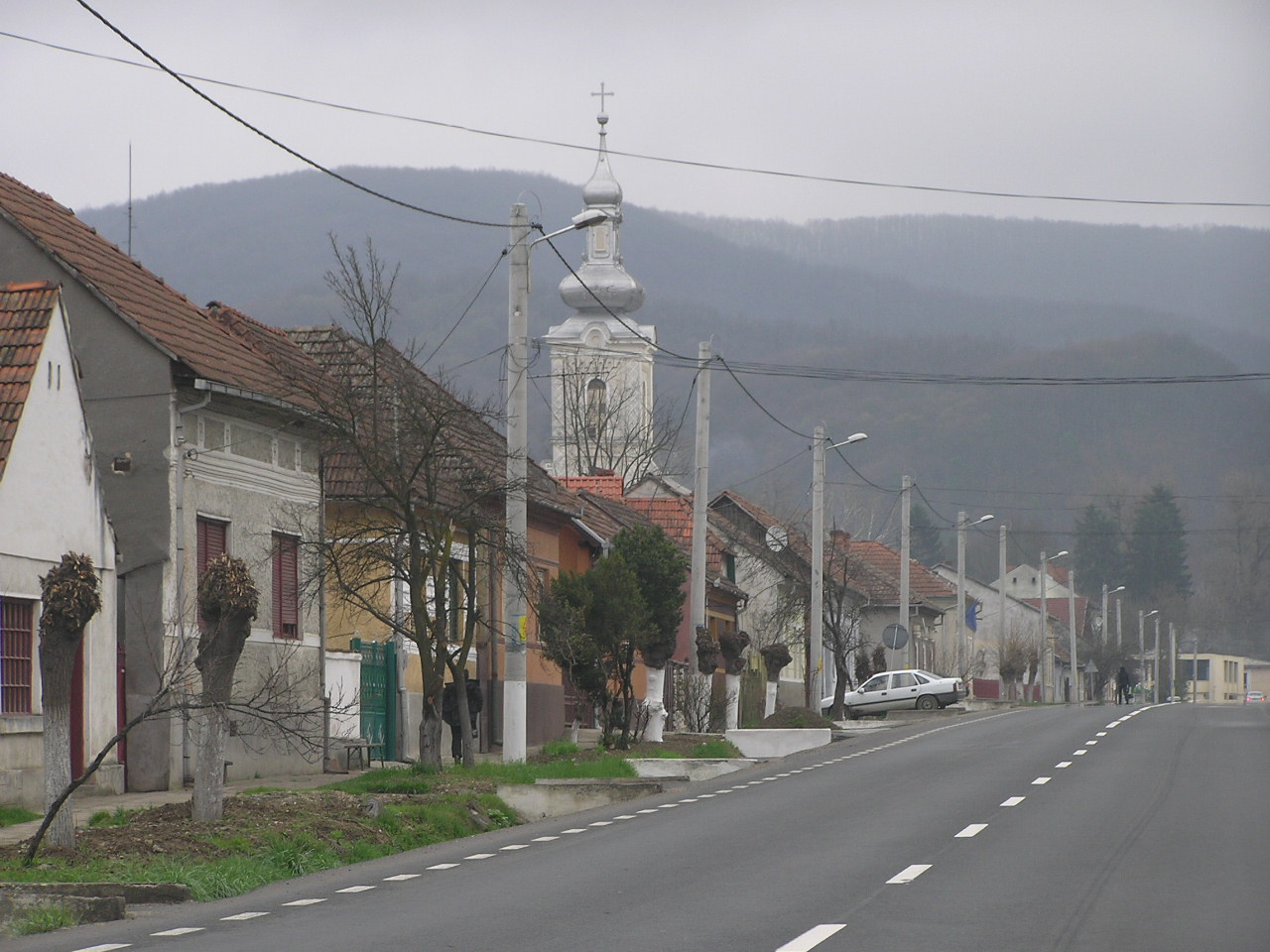
Ortodox templom

Soborsin (románul Săvârșin) falu Romániában, Arad megyében.

## Fekvése
Lippától 53 km-re keletre, a Maros jobb partján fekszik.

## Nevének eredete
Egy elsődleges, délszláv Szavasin alakból (Zawasim és Zawasyn, 1479) népetimológiával, a román săvârșî ('elvégez') ige hatására alakult ki a román Săvârșin alak, majd ebből fejlődött ki magyar neve (először 1808-ban).

## Története
A marosi fa- és sószállítás fontos állomása volt. A Forray család 1751-ben és 1810-ben németeket telepített be Arad vármegyei falvakból. 1756-ben éves (országos) vásár tartására nyert engedélyt. 1784-ben előbb betyárok rabolták el kastélyából id. Forray András alispánt, majd a parasztok dúlták föl nemesi kúriáit. Ugyanekkor alakult római katolikus plébániája is. 1828-ban 934 lakosa és hetivására volt. 1839-ben Fényes Elek szerint mezőváros. 1848 előtt már római katolikus iskolája is működött. 1862-ben gyógyszertár nyílt benne.
1849. március elején a temesvári Leiningen-dandár hídépítésbe kezdett a Maroson, hogy a Zám felől érkező román határőrökkel és parasztfelkelőkkel egyesülve elvágják az Aradot ostromló magyar sereget a főerőktől. Március 5-én a Nagyhalmágyról ideérkező Csutak Kálmán szétlövette a készülő hidat.
1895-ben gr. Nádasdy Ferenc uradalma 3334 hold erdőből (vadállomány), gyümölcsösből (alma, körte), ponty- és pisztrángtenyészetből állt. 15 km-nyi gőz- és 13 km-nyi lóvasúti szakasz segítette a fakitermelést. A településen heti- és négy országos vásárt tartottak, melyekre főként szarvasmarhát hajtottak föl.
Arad vármegye Máriaradnai járásához tartozott.
1977 előtt hozzácsatolták Vám falut.

## Népessége
- 1842-ben 980 ortodox, 209 római katolikus és 10 zsidó lakosa volt.[5]
- 1900-ban 1707 lakosából 1196 volt román, 368 magyar és 126 német anyanyelvű, 1202 ortodox, 369 római katolikus, 70 zsidó és 56 református vallású. 40%-uk tudott írni-olvasni, a nem magyar anyanyelvűek 14%-a beszélt magyarul.
- 2002-ben 1470 lakosából 1432 volt román és 25 magyar nemzetiségű, 1159 ortodox, 217 pünkösdista és 45 római katolikus vallású.

## Látnivalók
- A királyi kastély eredetijét egy 1680 körülről származó vadászlakot felhasználva Forray András építtette 1810 és 1816 között. Parkját Christian Heinrich Nebbien kezdte kialakítani. Barabás Miklós festményén portikuszos klasszicista épületként látható. 1848-ban Forray Iván kerítette el vadasparkját. Az év végén a román felkelők erősen megrongálták. 1866-tól a család nem lakta, de kertjében továbbra is termesztettek gyümölcsöt, melegházban déligyümölcsöt is. 1895–1910-ben Hunyady Károly és felesége, Nádasdy Irma számára felújították, részben átépítették. A Hunyady család 1939-ig lakta, majd 1943-ban I. Mihály román király vásárolta meg. Elkezdte felújítását, de a fordulat után államosították és a belügyminisztériumé lett. Az 1980-as években Nicolae Ceaușescu villája volt, a király 2001-ben kapta vissza az államtól. 2005-től kezdve látogatható. Díszparkjában 350 éves tölgyek, 170 éves tiszafák és diófák láthatók.
- A falu nyugati végén, az egykori Vám faluban egy, a 18. század végén épült, a 19. század első felében klasszicista stílusban felújított vadászkastély áll, parkkal körülvéve.
- Az 1875-ben épült római katolikus templomban található az 1830-ban elhunyt Forray András Ferenczy István által készített márvány síremléke.
- Művészeti múzeumában grafikák, festmények és távol-keleti dísztárgyak mellett a környék néprajzi emlékeit állítják ki.
- Eugen Popa-emlékház.

## Híres emberek
- 1917. július 12-én a Protasie Givulescu tanítónál, Cornel Givulescu zeneakadémista apjánál vendégeskedő Bartók Béla és Egisto Tango, az Operaház karnagya több mint ötven dallamot gyűjtött a helybeliektől és a Szent Péter napjára idesereglő környékbeliektől.